# 2008年棒球

## 賽事分類

### 職業棒球
- 2008年美國職棒大聯盟
- 2008年美國職棒小聯盟
- 2008年日本職棒
- 2008年韓國職棒
- 2008年中華職棒
- 7月15日，2008年美國職棒大聯盟明星賽（2008 Major League Baseball All-Star Game）於美國紐約洋基體育場舉行。
- 7月20日，2008年中華職棒明星賽於臺中洲際棒球場舉行
- 10月22日起，2008年世界大賽（2008 World Series）
- 2008年台灣大賽
- 2008年日本大賽
- 2008年韓國大賽
- 11月13日至11月16日，2008年亞洲職棒大賽於日本東京巨蛋舉行。

### 非職業聯賽
- 2008年中國棒球聯賽

### 國際錦標賽
- 7月17日至7月27日，2008年世界大學棒球錦標賽於捷克的布爾諾、俄斯特拉發、布蘭斯科、霍采尼與奧洛穆茨舉行。
- 7月25日至8月3日，2008年世界青棒錦標賽於加拿大亞伯達艾德蒙頓舉行。
- 8月13日至8月23日，2008年夏季奧林匹克運動會棒球比賽於中國北京五棵松棒球場舉行。
- 8月24日至8月29日，2008年世界盃女子棒球錦標賽於日本松山市舉行。

### 國際邀請賽
- 7月4日至7月13日，2008年哈連盃國際棒球邀請賽於荷蘭哈連的平姆·穆利爾棒球場（Pim Mulierstadion）舉行。

### 其他賽事
- 7月30日至8月4日，2008年世界少年野球大會於日本愛知舉行。
- 8月2日至8月18日，第90屆全國高等學校野球選手權大會於日本阪神甲子園球場舉行。
- 8月29日至9月9日，第79屆都市對抗野球大會於日本東京巨蛋舉行。

## 大事記

### 2月
- 2月14日至2月17日，2008年鳳凰盃香港國際女子棒球邀請賽於香港藍田晒草灣棒球場舉行，是香港首度舉辦國際女子棒球比賽。

### 3月
- 3月7日至3月14日，2008年夏季奧運棒球最終資格排名賽於台灣臺中洲際棒球場與斗六棒球場舉行。加拿大、韓國與中華台北爭取到參加2008年夏季奧林匹克運動會棒球比賽的資格。
- 3月15日至3月16日，美國職棒大聯盟中國賽於中國北京五棵松棒球場舉行，是美國職棒大聯盟首度於中國比賽。
- 3月22日至4月4日，第80屆選拔高等學校野球大會於日本阪神甲子園球場舉行，沖縄尚学高等学校獲得此次賽事的優勝。

## 外部連結
- 2008年棒球在台灣棒球維基館上的頁面（繁體中文）